# Hyalocephalus trilobus
Hyalocephalus trilobus is een raderdiertjessoort uit de familie Atrochidae. De wetenschappelijke naam van deze soort is voor het eerst geldig gepubliceerd in 1911 door Lucks.